# Shining Knight (Ystina)
Shining Knight (Ystina) es un personaje ficticio de DC Comics.  Es el tercer personaje llamado Shining Knight y aparece como un personaje principal en Seven Soldiers. Más tarde apareció en The New 52, basado en el Shining Knight original.En el reinicio de The New 52, el personaje es reimaginado como transgénero.

## Recepción
El personaje fue reconocido por The Advocate como alguien a quien sería genial ver en una película de la Liga de la Justicia como un ejemplo de una perspectiva moderna y positiva sobre los superhéroes intersexuales.